# Арка в Сейнт Луис
Арката в Сейнт Луис (на английски: Gateway Arch), известна също под името „Врата (или порта) към Запада“ (англ. „The Gateway to the West“) е мемориал в Сейнт Луис, щат Мисури, САЩ. Облицована в неръждаема стомана и изградена под формата на верижна линия, това е най-високата арка в света, най-високият изкуствен паметник в Западното полукълбо и най-високата обществена сграда в Мисури. Построена като паметник на разширяването на Съединените щати на Запад и официално посветена на „американския народ“, арката е в центъра на Националния парк „Gateway Arch“ и става международно признат символ на Сейнт Луис, както и популярна туристическа дестинация.

## История
Арката е проектирана от финландско-американския архитект Ееро Сааринен през 1947 г. Височината ѝ е 192 m в най-високата точка, широчината в основата ѝ също е 192 m. По този начин арката е най-високият паметник на територията на САЩ. Строителството ѝ започва на 12 февруари 1963 г. и е завършено на 28 октомври 1965 г. Паметникът се отваря за посетители на 24 юли 1967 г.
Върху арката е написана формулата на нейната крива във футове:
{\displaystyle y=-127{,}7^{\prime }\cdot \operatorname {ch} ({x/127{,}7^{\prime }})+757{,}7^{\prime }}
В метри формулата е
{\displaystyle y=-38{,}92\cdot \operatorname {ch} ({x/38{,}92})+230{,}95}

## Асансьор
Ееро Сааринен умира четири години преди да завърши строителството на арката. Малко преди смъртта си той решава да промени конструкцията на постройката, като иска да вгради в нея асансьор, за да не се налага на посетителите да изкачват над хилядата стъпала. Но първоначалната конструкция на арката не позволява да се използват обичайните модели асансьори. Няколко компании, строители на асансьори, се опитват да подберат подходящ вариант, но не успяват. Тогава Сааринен наема инженер Ричард Баузър, който има идея. Дават му само две седмици, за да разработи своя вариант, и той наистина успява. Неговата система комбинира конвенционален кабелен асансьор и кабина от виенско колело на карданно окачване. През 1968 г. уникалната система е монтирана в арката.

## Наблюдателна площадка
В най-горната част на арката се намира наблюдателна площадка, от която се открива изглед към щата Мисисипи, южен Илинойс, Кахокия, към самия Сейнт Луис и неговата градска агломерация. В ясен ден видимостта достига 48 километра.

## В киното
- Арката в Сейнт Луис е централното място, около което се разиграват събитията в сериала за алтернативна история и фантастика „Дифайънс“ (2013).[5]

## Галерия
- Арката в профил; построена е от местната компания MacDonald Construction, при това прилича на част от символа на компанията McDonald’s (случайно съвпадение на имената)
- Наблюдателната площадка на върха на арката
- Изглед към Сейнт Луис от наблюдателната площадка, лято 2018 г.